# Marie-Noémi Cadiot
Marie-Noémi Cadiot (París, 12 de diciembre de  1832-Niza, 10 de abril de  1888) fue una escritora y escultora francesa más conocida como Noémi Constant y más tarde por el seudónimo Claude Vignon.
Se casó con el ocultista Alphonse-Louis Constant, más conocido como Eliphas Lévi, el 13 de julio de 1846 y para sus primeras obras utilizó su apellido, firmándolas Noémi Constant. Tras separarse de Lévi se casó con el marqués de Montferrier. Al divorciarse de este, se casaría con Maurice Rouvier, futuro primer ministro de Francia.
Después de estudiar con el famoso escultor James Pradier, Cadiot trabaja en los relieves de la fuente de Saint-Michel y en diversos proyectos entre los que destacan los bajorrelieves de la biblioteca del Louvre.[cita requerida]
Como escritora frecuentaba el Club des Femmes de Mme Niboyet, y escribía folletines en las revistas Le Tintamarre y Le Moniteur du Soir. Se declaraba perteneciente a la escuela de Honoré de Balzac –legalizando su uso del seudónimo Claude Vignon por un personaje de una novela de Balzac–.

## Obras
- Contes à faire peur (1857)
- Victoire Normand (1862)
- Un drame en province - La statue d'Apollon (1863)
- Un naufrage parisien (1869)
- Château-Gaillard (1874)
- Révoltée! (1879)[2]
- Vingt jours en Espagne (1885)